# طالقان دو
طالقان دو یک روستا در ایران است که در بخش شاهیوند شهرستان چگنی در استان لرستان واقع شده‌است.

## جمعیت
این روستا در دهستان کشکان قرار دارد و براساس سرشماری مرکز آمار ایران در سال ۱۳۸۵، جمعیت آن ۲۷۳ نفر (۵۶ خانوار) بوده‌است.